# Dekanat pawłowskoposadzki
Dekanat pawłowskoposadzki – jeden z 48 dekanatów eparchii moskiewskiej obwodowej Rosyjskiego Kościoła Prawosławnego. Obejmuje cerkwie położone w rejonie pawłowskoposadzkim obwodu moskiewskiego. Funkcjonuje w nim pięć cerkwi parafialnych miejskich, jedenaście cerkwi parafialnych wiejskich, cztery cerkwie filialne, cerkiew domowa, dwie cerkwie baptysteria i dziesięć kaplic.
Funkcję dziekana pełni protojerej Aleksandr Chomiak.

## Cerkwie w dekanacie[1]
- Cerkiew Trójcy Świętej w Awierkijewie
- Cerkiew Objawienia Pańskiego w Bolszych Dworach
- Cerkiew św. Nikity w Bywalinie

Cerkiew baptysterium św. Serafina z Sarowa
Kaplica Świętych Niewiast Niosących Wonności
Kaplica św. Eliasza
Kaplica św. Filipa Moskiewskiego
Kaplica Świętych Piotra i Pawła
Kaplica Tichwińskiej Ikony Matki Bożej
Kaplica św. Jana Teologa
Kaplica św. Doroteusza z Tyru
- Cerkiew św. Mikołaja w Wasiutinie

Cerkiew św. Mikołaja w Wasiutinie (filialna)
Kaplica św. Jerzego
- Cerkiew Narodzenia Pańskiego w Zaozierju
- Cerkiew Kazańskiej Ikony Matki Bożej w Kazańskim
- Cerkiew św. Mikołaja w Nowo-Zagarju
- Cerkiew Kazańskiej Ikony Matki Bożej w Pawłowskim Posadzie

Cerkiew Ikony Matki Bożej „Pocieszycielka” w Pawłowskim Posadzie
Cerkiew domowa Ikony Matki Bożej „Życiodajne Źródło” w Pawłowskim Posadzie
- Cerkiew Zmartwychwstania Pańskiego w Pawłowskim Posadzie

Kaplica Opieki Matki Bożej
- Cerkiew Wniebowstąpienia Pańskiego w Pawłowskim Posadzie
- Cerkiew św. Mikołaja w Pawłowskim Posadzie
- Cerkiew św. Katarzyny w Rachmanowie
- Cerkiew św. Pantelejmona w Rachmanowie
- Cerkiew Narodzenia Matki Bożej w Saurowie

Cerkiew baptysterium Świętych Piotra i Pawła
- Cerkiew Trójcy Świętej w Czasowni

Kaplica Świętej Trójcy
- Cerkiew Wszystkich Świętych Ziemi Ruskiej w Elektrogorsku

Cerkiew św. Dymitra Sołuńskiego w Elektrogorsku
Cerkiew Opieki Matki Bożej w Elektrogorsku